# 日本の遺留分制度
日本の遺留分制度（にほんのいりゅうぶんせいど）では、日本国内で施行されている遺留分制度に関する説明をする。以下では、特に断らない限り、「遺留分」というときは日本の法令で定められたものを指す。
遺留分とは、被相続人の兄弟姉妹以外の相続人に対して留保された相続財産の割合をいう。被相続人の兄弟姉妹以外の相続人には相続開始とともに相続財産の一定割合を取得しうるという権利（遺留分権）が認められる。また、子の代襲相続人にも遺留分権は認められる。遺留分権を有するこれらの者を遺留分権利者という。
- 民法について以下では、条数のみ記載する。

## 遺留分制度の趣旨
被相続人は自らの財産を相続分の指定、遺贈、生前贈与等で自由に処分することができるが、すべての財産を自由に処分できるとすると相続人の生活保障や推定相続人の相続への期待を保護できない。そこで民法は兄弟姉妹以外の相続人に対して相続財産の一定割合について遺留分という相続財産に対する権利を認める。
遺留分とは（一定の遺族に留めておくべき相続分）を定めた制度であって、ここにいう一定の遺族とは、配偶者、直系卑属、直系尊属を指す（1042条）。遺言によって、被相続人の自由な財産の処分を保障する一方で、残された相続人の生活を保障するため、遺留分制度を設け、一部制限している。明治民法下では、家督相続が中心であり、もっぱら遺留分制度は、戸主の自由な財産処分を制限して、家産の散失を防ぐことが目的であったが、昭和22年の家族法改正を経て、家督相続は廃止された。しかし、遺留分制度はほとんど手を加えられることなく残った。そのため、現代の遺留分制度は相続人の平等を保障する（均分相続の原則）、被相続人の遺贈や生前贈与など、特定の相続人に財産を集中させようとする意思を制限する機能を有することになった。戦後の遺留分の機能を積極的に肯定する意見も多かったが、近年の高齢化社会では、子が相続する時点で、すでに子は生活基盤を築いて（子も高齢になって）おり、遺留分を生活の保障とする見解には疑問が生じている。

## 遺留分の帰属と割合

### 遺留分の帰属
遺留分は被相続人の兄弟姉妹以外の相続人にのみ認められ、被相続人の兄弟姉妹に遺留分はない。なお、子の代襲相続の場合の代襲相続人にも遺留分は認められる。したがって、被相続人の兄弟姉妹以外の相続人とその代襲相続人が遺留分権利者となる。
なお、相続廃除や相続欠格に該当した場合は相続権はない。

### 遺留分の割合
遺留分の割合は相続人（遺留分権利者）の構成により以下のように異なる。
1. 直系尊属のみが相続人の場合は被相続人の財産の1/3。
2. それ以外の場合は全体で被相続人の財産の1/2。

以上から算出される遺留分権利者全体に保障された遺留分（被相続人の財産全体に占める遺留分の割合）を総体的遺留分（抽象的遺留分）という。各遺留分権利者が具体的に取得することになる遺留分を具体的遺留分といい、遺留分権利者が複数いる場合には総体的遺留分を民法に定められた各人の法定相続分の割合を乗じて算出する。

### 遺留分の放棄
遺留分を放棄した者には遺留分は帰属しないことになる。相続の開始前における遺留分の放棄には家庭裁判所の許可が必要である。共同相続における遺留分の放棄は、他の各共同相続人の遺留分に影響を及ぼさない。

## 遺留分侵害額の算定
遺留分は被相続人の財産を基礎として算定されるため、まず、算定の基礎となる被相続人の財産の範囲を確定することが必要となる。算定の基礎となる財産は被相続人が相続開始の時において有した財産の価額にその贈与した財産の価額を加えた額から債務の全額を控除して算定する。

### 相続開始時において有した財産
相続開始の時において有した財産には遺贈された財産を含む。条件付権利または存続期間の不確定な権利については、家庭裁判所が選任した鑑定人の評価に従って、その価格を定める。

### 算入すべき贈与
算入すべき贈与については相続人に対する贈与に関して2018年の民法改正により変更された。
贈与は原則として相続開始前の1年間にしたものに限り、その価額を算入する。ただし以下の例外がある。
- 相続人に対する贈与は、原則として相続開始前の10年間にした特別受益にあたる贈与について、その価額を算入する[4]。2018年の民法改正前の判例では特別受益にあたる贈与であれば贈与の時期を問わず算入するとしていたが（旧1044条準用）、法的安定性を害するため、2018年の民法改正により遺留分権利者に損害を与える意図があった場合（下記の2の場合）でない限り相続開始前の10年間にした特別受益にあたる贈与に限定されることとなった[5]。
- 当事者双方が遺留分権利者に損害を加えることを知って贈与をしたときは、1年前の日より前にした贈与についても、その価額を算入する。

「贈与した財産の価額」は、相続開始時の貨幣価値に換算して評価する（最判昭和51年3月18日民集30巻2号111頁）。

## 遺留分侵害額請求権（新）
遺留分減殺請求権（旧1031条）は、2018年の相続法の改正により、遺留分侵害額請求権（新1046条）へと改められた。遺留分減殺請求権では原則現物返還とされていたが、遺留分侵害額請求権では遺留分侵害額に相当する額を金銭の支払い（金銭債権化）によって処理することとなった。2019（令和元）年7月1日以後の相続から適用される。

### 負担の順序
受遺者や受贈者は次の順序で遺留分侵害額を負担する（新1047条）。
1. 受遺者と受贈者があるときは受遺者が先に負担（1号）
2. 受遺者・受贈者が複数あり、その贈与が同時にされたものであるときは、その目的の価額の割合に応じて負担する。ただし、遺言者がその遺言に別段の意思を表示したときはその意思に従う（2号）。
3. 受贈者が複数あるとき（2を除く）は後の贈与に係る受贈者から順次前の贈与に係る受贈者が負担（3号）

### 負担に関する諸規定
- 受贈者の無資力による損失の負担

受遺者又は受贈者が無資力である場合に生じる損失は遺留分権利者の負担に帰することになる（新1047条4項）。
- 相当の期限の許与

裁判所は受遺者又は受贈者の請求により負担する債務の全部又は一部の支払につき相当の期限を許与することができる（新1047条5項）。

### 時効消滅・除斥期間
遺留分侵害額請求権のは、遺留分権利者が、相続の開始及び遺留分を侵害する贈与または遺贈があったことを知った時から、1年間行使しないときは、時効によって消滅する（新1048条前段）。相続開始の時より10年を経過したときも同様である（新1048条後段）。
なお、新1048条の改正前の規定に当たる旧1042条前段の判例では、「減殺すべき贈与があったことを知った時」とは、贈与・遺贈があったことを知り、かつ、それが遺留分を侵害して減殺できるものであることを知った時をいうとするのが判例である（大判明治38年4月26日民録11輯611頁）。また、旧1042条は遺留分減殺請求権そのものを対象とする規定であり、遺留分減殺請求権が行使された結果として生じた目的物返還請求権は旧1042条の消滅時効にはかからないとする判例がある（最判昭和57年3月4日民集36巻3号241頁）。

## 遺留分減殺請求権（旧）
2018年の相続法改正まで規定されていた遺留分減殺請求権（旧1031条）は現物返還を原則としていた。遺留分減殺請求権の行使は受贈者または受遺者に対する意思表示でなす形成権である（最判昭41年7月14日民集20巻6号1183頁）。遺留分減殺請求権の行使は物権的効力を生じるとされ、遺留分減殺請求権の行使により、贈与や遺贈は遺留分を侵害する限度で失効し、受贈者や受遺者が取得した権利はその限度で当然に遺留分減殺請求をした遺留分権利者に帰属することになるとされていた（最判昭和51年8月30日民集30巻7号768頁、最判平成11年6月24日民集53巻5号918頁）。
なお、減殺請求の相手方である受贈者や受遺者は、減殺を受けるべき限度で、贈与や遺贈の目的物の価額を遺留分権利者に弁償することにより返還義務を免れることができるとされていた（旧1041条1項）。価額算定の基準時は現実に弁償がなされる時であり、遺留分権利者が受贈者や受遺者に対して価額弁償を請求する訴訟の場合にはこれに最も接着した事実審口頭弁論終結時が基準とされた（最判昭和51年8月30日民集30巻7号768頁）。